# Abd al-Malik de Marruecos
Abd al-Malik (en árabe: عبد الملك بن إسماعيل, ‘Abd el-Malik ben Isma‘il). Sultán de Marruecos en 1728. 

## Biografía
Miembro de la dinastía alauí, era hijo del sultán Ismaíl, quien lo designó como su sucesor hasta que perdió el favor de su padre, quien lo reemplazó por su medio hermano Áhmed Dehaby, quien ocupó el trono entre 1727 y 1728, año en que fue derrocado siendo sustituido por Abd al-Malik.
El reino de Marruecos se vio entonces inmerso en una guerra civil que no finalizó hasta que Abd al-Malik fue asesinado, iniciándose entonces un segundo mandato de Áhmed Dehaby.
| Predecesor: Áhmed Dehaby | Sultán de Marruecos 1728 | Sucesor: Áhmed Dehaby |

- Datos: Q784796